# Citibanamex

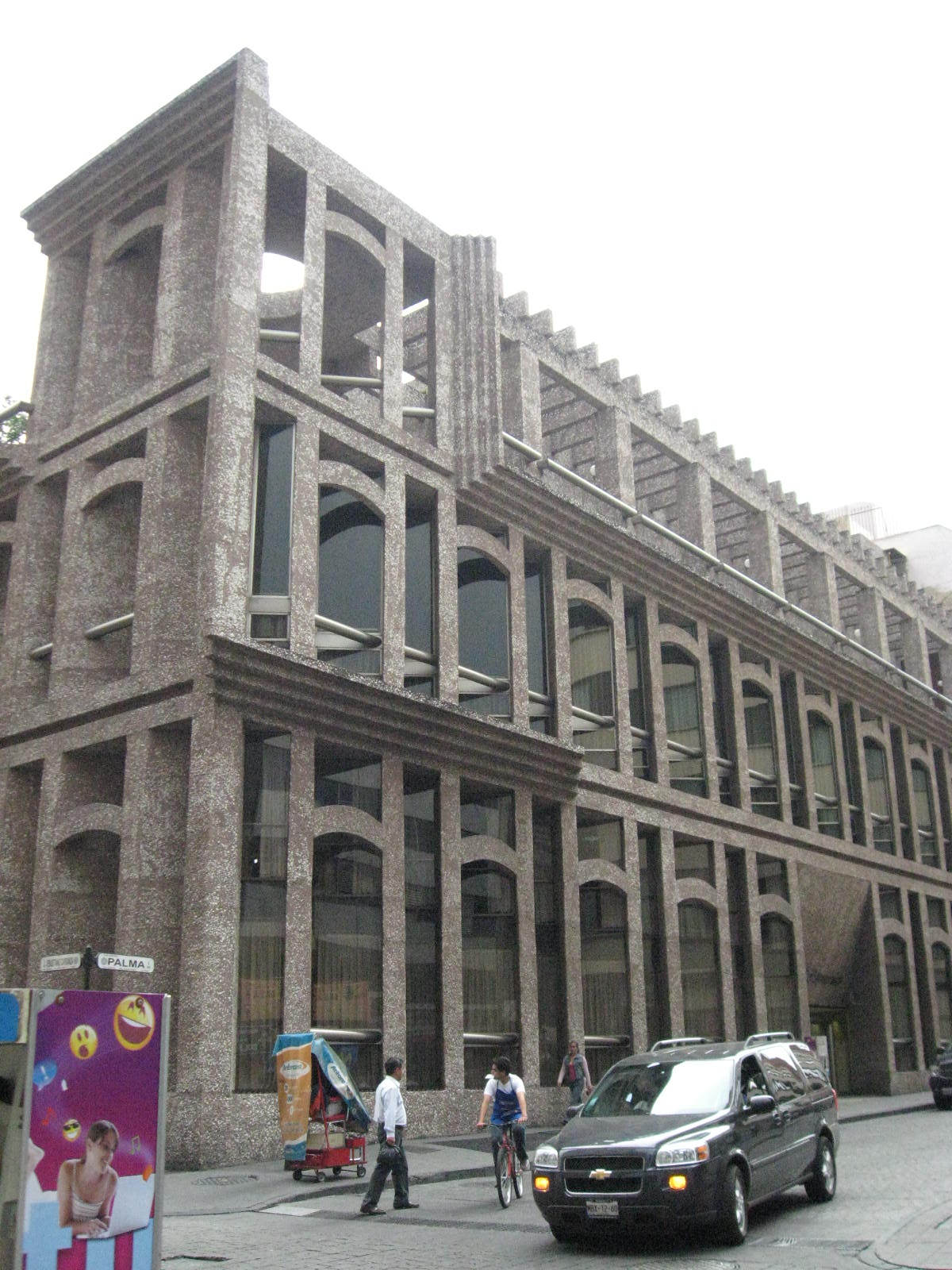
Hoofdkantoor

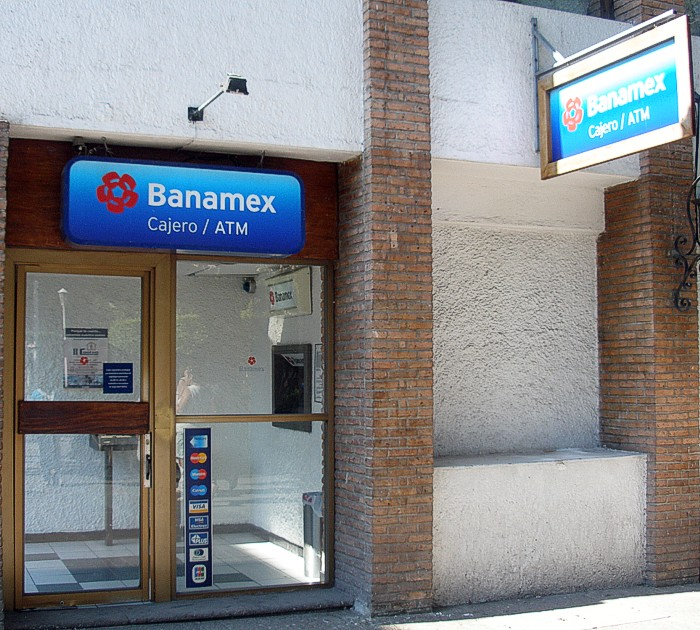
Geldautomaat van Banamex

Grupo Financiero Banamex is een Mexicaanse bank. Banamex is onderdeel van Citigroup. Op 29 augustus 2017 werd de naam gewijzigd in Grupo Financiero Citibanamex.
Banamex is een van de oudste banken in Mexico, opgericht in 1884 na de fusie van Banco Mercantil Mexicano en Banco Nacional Mexicano. Banamex is de gebruikelijk afkorting voor El Banco Nacional de México. Tijdens het Porfiriato was Banamex belast met het drukken van bankbiljetten. Zij was de eerste Mexicaanse bank die de creditcard (1968) en geldautomaat (1972) introduceerde. President José López Portillo nationaliseerde Banamex in 1982.
In 1991 werd de bank weer geprivatiseerd. Een groep investeerders, onder leiding van Roeberto Hernández, nam de bank met een balanstotaal van US$ 29 miljard over. Zij betaalden US$ 4,6 miljard voor alle aandelen van de bank.
In 2001 nam het Amerikaanse Citigroup de bank over.  Citigroup betaalde US$ 12,5 miljard voor de tweede bank van Mexico. Citigroep ziet groeimogelijkheden in Mexico, maar denkt ook toegang te krijgen tot de 21 miljoen Mexicanen die in de Verenigde Staten wonen. Citibank is al sinds 1929 actief in het land. In 1982 werden alle banken, inclusief Banamex genationaliseerd, maar Citibank mocht als een van de weinige buitenlandse banken actief blijven. Na de overname van Banamex zijn de drie grootste banken van het land in handen van buitenlandse partijen gekomen.
Begin 2021 maakte Citigroup bekend dat ze diverse internationale onderdelen, waaronder Citibanamex, af zullen stoten. Gesprekken met een koper werden bemoeilijkt door beïnvloeding van de Mexicaanse overheid en toezichthouders. Op 12 maart 2023 publiceerde Citigroup een persbericht dat ze van plan zijn Citibanamex als zelfstandig bedrijf naar de beurs te brengen. Dit zal waarschijnlijk in 2025 plaatsvinden.